# Tingstagärdesbacken
Tingstagärdesbacken är den största av några stora gravhögar i Njurunda socken i Sundsvalls kommun.

## Tingstagärdesbacken
Högen  Njurunda RAÄ 114:2 är den största av gravarna på platsen. Graven är fortsatt bevarad med 38 meters diameter och 4-5 meter höjd. Krönet är plant med 10 meters diameter och lutar svagt mot sydöst. Markvegetationen på krönet består av torr mossa, i grönt gräs. På ytan av högen fanns flera stubbar. Vid östra foten av högen fanns en järnskylt "Lagskyddat fornminne". Vid västra foten fanns en informationsskylt uppsatt av länsmuseet. Högen var väl vårdad möjligen tidigare restaurerad. Omgivande markytor verkar vara avplanade. Att högen är bevarad betyder också att vi inte vet vad den rymmer. 

### Borttagen hög 1916
Omkring 20 meter norr om nr 114:1 fanns tidigare en hög som A. Engqvist undersökte 1916  och ytterligare en borttagen hög RAÄ 115:1. Högen  som togs bort 1916 var 23 meter i diameter och 3,5 meter  hög. Vid undersökningen  konstaterades ett kärnröse med en mindre stenkista i högens mitt. I gravrummet fanns en bronskittel med brända ben. Förutom denna hittades fragment av lerkärl, pilspetsar gjorda av ben, glasklumpar, några björnklor och fler brända ben.

### Hög bortschaktad 1890 och senare
Enligt fornlämningsiventeringen återstod bara en rest av högen RAÄ Njurunda  115:1 1964. Den var inte rund utan varierade i diameter mellan 3 och 8 meter med 0,8 meters höjd. Ursprungligen var högen 20 meter i diameter 1916 enligt Engqvist. Högen har sedan eroderats av Ljungan i öster och sydost och även blivit bortschaktad i söder, väster och norr. Vid inventeringen 1987 kunde inga spår av högen konstateras. Enligt Engqvists kartskiss från 1916 borde den större högen 114;1 ha legat  omkring 50 meter norr om nr 115:1. 1964 års inventering klargör att den på platsen först hittade bronskitteln av vestlandstyp, och ett lerkärl, som kom fram vid vägbygget 1890, hittades i RAÄ 115:1.
I närområdet lite norrut runt den ännu större högen RAÄ Njurunda 114;2 har flera rösen med fynd av brandlager utan andra gravfynd blivit borttagna i samband med grustäkt. Njurunda 115:1 blev till stora delar förstörd vid ett vägbygge 1889 utan arkeologisk  medverkan. I högen hittades en bronskittel, brända ben, kol och ett lerkärl. Den större högen ,RAÄ Njurunda 114:2 undersöktes av Arvid Engqvist 1916, även i denna hög hittades en vestlandskittel, men nu också med fynd av provinsialromerskt glas, brända ben, pilspetsar av ben, lerkärl och björnklor. En särskild arkeologisk utredning av Hovanta & Groop 2015 resulterade i slutsatsen att området fått förstörda omrörda lager i samband med de många väg- och järnvägsarbeten som skett på platsen. De fem schakt som grävdes visade att bara rester av orörd förekommer men det mesta är omrört.